# Formuła 1 Sezon 2007
Sezon 2007 Formuły 1 – 58. sezon o Mistrzostwo Świata Formuły 1. Sezon rozpoczął się 18 marca w Australii, a zakończył 21 października w Brazylii. Tytuł mistrza kierowców zdobył Kimi Räikkönen, zaś mistrzostwo konstruktorów zdobyła ekipa Ferrari.

## Opis sezonu

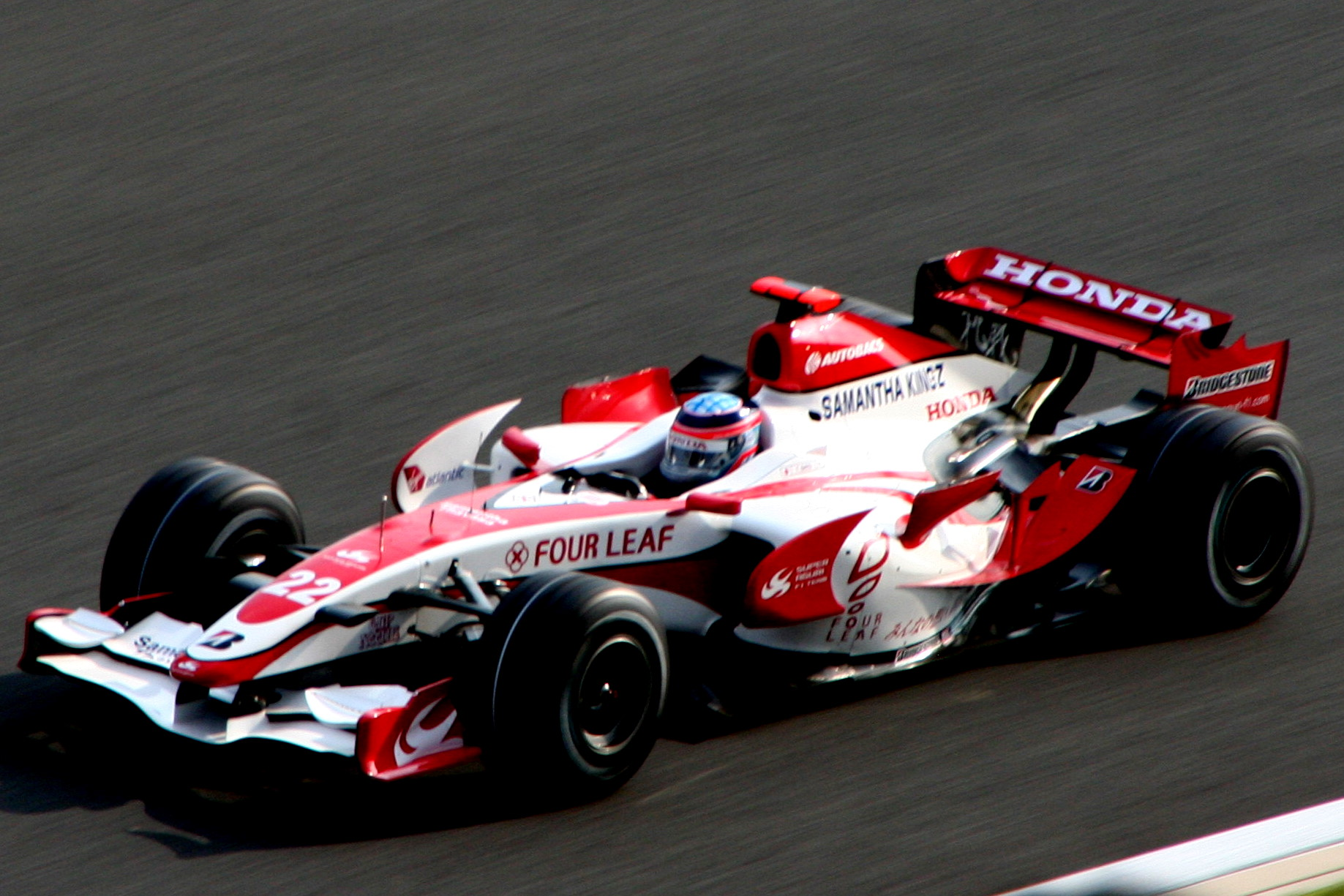
Super Aguri SA07 prowadzone przez Takumę Satō podczas Grand Prix Japonii 2007

Prawie wszystkie zespoły (oprócz Toyoty i BMW Sauber) zmieniły kierowców w porównaniu z końcówką poprzedniego sezonu. Do najważniejszych transferów można zaliczyć przejście do McLarena mistrza świata z sezonów 2005–2006 Fernando Alonso oraz przejście Kimiego Räikkönena do Ferrari (na miejsce Schumachera).
W barwach Renault zadebiutował Heikki Kovalainen, natomiast mistrz GP2 sezonu 2006 Lewis Hamilton został kierowcą McLarena. Warto wspomnieć również o Robercie Kubicy dla którego był to pierwszy pełny sezon w Formule 1.
Po wycofaniu się Michelin, Bridgestone pozostał jedynym dostawcą opon dla wszystkich zespołów. Już podczas pierwszych testów okazało się, iż nowa specyfikacja opon (na sezon 2007) jest wolniejsza o około 2 sekundy od ubiegłorocznej.

### Prezentacje samochodów
W styczniu 2007 większość czołowych zespołów zaprezentowała swoje pojazdy na sezon 2007. Jako pierwszy zrobił to zespół Toyoty 12 lutego. Renault zaprezentował swój nowy samochód 24 stycznia (po zmianie głównego sponsora na ING zmieniły się również barwy pojazdu). Jednym z ciekawszych konceptów wykazał się zespół Honda. Loga sponsorów zostały zastąpione dużych rozmiarów obrazem ziemi.

### Testy zimowe
Już w listopadzie 2006 zespoły rozpoczęły testy przygotowujące do nowego sezonu na torze Circuit de Catalunya. W związku z tym iż nowe pojazdy nie były jeszcze gotowe, testowano nowe części na sezon 2007, jak również nowe opony dostarczone przez Bridgestone.
W styczniu 2007 testy ruszyły pełną parą. Testowano głównie na hiszpańskich torach (Walencja, Jerez). W lutym testowano w Barcelonie oraz w Bahrajnie (gdzie po raz pierwszy testowano w optymalnych warunkach). Dla większości zespołów były to ostatnie testy przed rozpoczęciem sezonu.
Trudno na podstawie wyników testów określić który z zespołów jest najsilniejszy. Dobre wyniki zaprezentowały zespoły McLaren oraz Ferrari. Również Renault zaprezentował się dobrze, chociaż słabiej niż Ferrari i McLaren. Niespodzianką zimowych testów był zespół BMW Sauber, który przeważnie plasował się tuż za czołówką.

## Lista startowa
Numery startowe zostały określone na podstawie klasyfikacji kierowców i konstruktorów sezonu 2006.
| Zespół                      | Konstruktor       | Samochód        | Silnik (2.4l V8) | Opony | Nr | Kierowcy wyścigowi   | Rundy     | Kierowcy rezerwowi                                               |
| --------------------------- | ----------------- | --------------- | ---------------- | ----- | -- | -------------------- | --------- | ---------------------------------------------------------------- |
| Vodafone McLaren Mercedes   | McLaren-Mercedes  | MP4-22          | Mercedes FO 108T | B     | 1  | Fernando Alonso      | 1–17      | Pedro de la Rosa Gary Paffett                                    |
| Vodafone McLaren Mercedes   | McLaren-Mercedes  | MP4-22          | Mercedes FO 108T | B     | 2  | Lewis Hamilton       | 1–17      | Pedro de la Rosa Gary Paffett                                    |
| ING Renault F1 Team         | Renault           | R27             | Renault RS27     | B     | 3  | Giancarlo Fisichella | 1–17      | Ricardo Zonta Nelson Piquet Jr.                                  |
| ING Renault F1 Team         | Renault           | R27             | Renault RS27     | B     | 4  | Heikki Kovalainen    | 1–17      | Ricardo Zonta Nelson Piquet Jr.                                  |
| Scuderia Ferrari Marlboro   | Ferrari           | F2007           | Ferrari 056      | B     | 5  | Felipe Massa         | 1–17      | Luca Badoer Marc Gené                                            |
| Scuderia Ferrari Marlboro   | Ferrari           | F2007           | Ferrari 056      | B     | 6  | Kimi Räikkönen       | 1–17      | Luca Badoer Marc Gené                                            |
| Honda Racing F1 Team        | Honda             | RA107           | Honda RA807E     | B     | 7  | Jenson Button        | 1–17      | Christian Klien James Rossiter Mike Conway                       |
| Honda Racing F1 Team        | Honda             | RA107           | Honda RA807E     | B     | 8  | Rubens Barrichello   | 1–17      | Christian Klien James Rossiter Mike Conway                       |
| BMW Sauber F1 Team          | BMW               | F1.07           | BMW P86/7        | B     | 9  | Nick Heidfeld        | 1–17      | Sebastian Vettel Timo Glock Ho-Pin Tung                          |
| BMW Sauber F1 Team          | BMW               | F1.07           | BMW P86/7        | B     | 10 | Robert Kubica        | 1–6, 8–17 | Sebastian Vettel Timo Glock Ho-Pin Tung                          |
| BMW Sauber F1 Team          | BMW               | F1.07           | BMW P86/7        | B     | 10 | Sebastian Vettel     | 7         | Sebastian Vettel Timo Glock Ho-Pin Tung                          |
| Panasonic Toyota Racing     | Toyota            | TF107           | Toyota RVX-07    | B     | 11 | Ralf Schumacher      | 1–17      | Timo Glock Franck Montagny Kōhei Hirate Kamui Kobayashi          |
| Panasonic Toyota Racing     | Toyota            | TF107           | Toyota RVX-07    | B     | 12 | Jarno Trulli         | 1–17      | Timo Glock Franck Montagny Kōhei Hirate Kamui Kobayashi          |
| Red Bull Racing             | Red Bull-Renault  | RB3             | Renault RS27     | B     | 14 | David Coulthard      | 1–17      | Robert Doornbos Michael Ammermüller                              |
| Red Bull Racing             | Red Bull-Renault  | RB3             | Renault RS27     | B     | 15 | Mark Webber          | 1–17      | Robert Doornbos Michael Ammermüller                              |
| AT&T WilliamsF1 Team        | Williams-Toyota   | FW29            | Toyota RVX-07    | B     | 16 | Nico Rosberg         | 1–17      | Narain Karthikeyan Kazuki Nakajima                               |
| AT&T WilliamsF1 Team        | Williams-Toyota   | FW29            | Toyota RVX-07    | B     | 17 | Alexander Wurz       | 1–16      | Narain Karthikeyan Kazuki Nakajima                               |
| AT&T WilliamsF1 Team        | Williams-Toyota   | FW29            | Toyota RVX-07    | B     | 17 | Kazuki Nakajima      | 17        | Narain Karthikeyan Kazuki Nakajima                               |
| Scuderia Toro Rosso         | STR-Ferrari       | STR2            | Ferrari 056      | B     | 18 | Vitantonio Liuzzi    | 1–17      | Neel Jani                                                        |
| Scuderia Toro Rosso         | STR-Ferrari       | STR2            | Ferrari 056      | B     | 19 | Scott Speed          | 1–10      | Neel Jani                                                        |
| Scuderia Toro Rosso         | STR-Ferrari       | STR2            | Ferrari 056      | B     | 19 | Sebastian Vettel     | 11–17     | Neel Jani                                                        |
| Etihad Aldar Spyker F1 Team | Spyker-Ferrari    | F8-VII F8-VIIB† | Ferrari 056      | B     | 20 | Adrian Sutil         | 1–17      | Fairuz Fauzy Adrián Vallés Markus Winkelhock Giedo van der Garde |
| Etihad Aldar Spyker F1 Team | Spyker-Ferrari    | F8-VII F8-VIIB† | Ferrari 056      | B     | 21 | Christijan Albers    | 1–9       | Fairuz Fauzy Adrián Vallés Markus Winkelhock Giedo van der Garde |
| Etihad Aldar Spyker F1 Team | Spyker-Ferrari    | F8-VII F8-VIIB† | Ferrari 056      | B     | 21 | Markus Winkelhock    | 10        | Fairuz Fauzy Adrián Vallés Markus Winkelhock Giedo van der Garde |
| Etihad Aldar Spyker F1 Team | Spyker-Ferrari    | F8-VII F8-VIIB† | Ferrari 056      | B     | 21 | Sakon Yamamoto       | 11–17     | Fairuz Fauzy Adrián Vallés Markus Winkelhock Giedo van der Garde |
| Super Aguri F1 Team         | Super Aguri-Honda | SA07            | Honda RA807E     | B     | 22 | Takuma Satō          | 1–17      | Sakon Yamamoto James Rossiter                                    |
| Super Aguri F1 Team         | Super Aguri-Honda | SA07            | Honda RA807E     | B     | 23 | Anthony Davidson     | 1–17      | Sakon Yamamoto James Rossiter                                    |
| Zespół                      | Konstruktor       | Samochód        | Silnik (2.4l V8) | Opony | Nr | Kierowcy wyścigowi   | Rundy     | Kierowcy rezerwowi                                               |

### Zmiany w zespołach
- McLaren
  - Kimi Räikkönen przeszedł do Ferrari, a Juan Pablo Montoya opuścił Formułę 1 i rozpoczął starty w serii NASCAR.
  - Pedro de la Rosa i Gary Paffett pozostali kierowcami testowymi zespołu.
  - Nowymi kierowcami zespołu zostali Fernando Alonso – Mistrz Świata Formuły 1 2005 i 2006 oraz Lewis Hamilton – związany wcześniej długoletnim kontraktem z McLarenem.
  - Za sprawą nowego sponsora – firmy Vodafone, oficjalna nazwa zespołu została zmieniona na Vodafone McLaren Mercedes.
- Renault
  - Heikki Kovalainen zastąpił Fernando Alonso, który przeszedł do McLarena.
  - Za sprawą nowego sponsora – firmy ING, oficjalna nazwa zespołu została zmieniona na ING Renault F1 Team.

- Mark Webber zastąpił w zespole Red Bull Racing Christiana Kliena.
- Alexander Wurz zastąpił w zespole Williams Marka Webbera.
- Kimi Räikkönen zastąpił w zespole Scuderia Ferrari Michaela Schumachera, który odszedł na sportową emeryturę.
- Mild Seven przestał być sponsorem zespołu Renault. Nowym sponsorem tytularnym został holenderski bank ING.
- Lucky Strike zakończył współpracę z zespołem Honda F1.
- Toyota dostarczała silniki zespołowi Williams. Zgodnie z umową zespół Franka Williamsa został zaopatrzony w identyczną specyfikację jak zespół Panasonic Toyota Racing.
- MF1 Racing został zakupiony i przekształcony we własny zespół przez firmę Spyker Cars. Dostawcą silników zostało Ferrari.
- Zespół Williams w związku z umową z firmą telekomunikacyjną AT&T zmienił nazwę na AT&T WilliamsF1 Team.

## Eliminacje
|    | Oficjalna nazwa                     | Grand Prix           | Tor                            | Data            | Czas polski | Czas lokalny |
| -- | ----------------------------------- | -------------------- | ------------------------------ | --------------- | ----------- | ------------ |
| 1  | ING Australian Grand Prix           | Australii            | Albert Park                    | 18 marca        | 4:00        | 14:00        |
| 2  | Petronas Malaysian Grand Prix       | Malezji              | Sepang International Circuit   | 8 kwietnia      | 9:00        | 15:00        |
| 3  | Gulf Air Bahrain Grand Prix         | Bahrajnu             | Bahrain International Circuit  | 15 kwietnia     | 13:30       | 14:30        |
| 4  | Gran Premio Telefónica de España    | Hiszpanii            | Circuit de Catalunya           | 13 maja         | 14:00       | 14:00        |
| 5  | Grand Prix de Monaco                | Monako               | Circuit de Monaco              | 27 maja         | 14:00       | 14:00        |
| 6  | Grand Prix du Canada                | Kanady               | Circuit Gilles Villeneuve      | 10 czerwca      | 19:00       | 13:00        |
| 7  | United States Grand Prix            | Stanów Zjednoczonych | Indianapolis Motor Speedway    | 17 czerwca      | 19:00       | 13:00        |
| 8  | Grand Prix de France                | Francji              | Magny Cours                    | 1 lipca         | 14:00       | 14:00        |
| 9  | Santander British Grand Prix        | Wielkiej Brytanii    | Silverstone Circuit            | 8 lipca         | 14:00       | 13:00        |
| 10 | Grand Prix of Europe                | Europy               | Nürburgring                    | 22 lipca        | 14:00       | 14:00        |
| 11 | Magyar Nagydíj                      | Węgier               | Hungaroring                    | 5 sierpnia      | 14:00       | 14:00        |
| 12 | Petrol Ofisi Turkish Grand Prix     | Turcji               | Istanbul Autodrom Circuit      | 26 sierpnia     | 14:00       | 15:00        |
| 13 | Gran Premio d’Italia                | Włoch                | Autodromo Nazionale di Monza   | 9 września      | 14:00       | 14:00        |
| 14 | ING Belgian Grand Prix              | Belgii               | Circuit de Spa Francorchamps   | 16 września     | 14:00       | 14:00        |
| 15 | Fuji Television Japanese Grand Prix | Japonii              | Fuji International Speedway    | 30 września     | 6:30        | 13:30        |
| 16 | Sinopec Chinese Grand Prix          | Chin                 | Shanghai International Circuit | 7 października  | 8:00        | 14:00        |
| 17 | Grande Prêmio do Brasil             | Brazylii             | Interlagos                     | 21 października | 18:00       | 14:00        |
|    | Oficjalna nazwa                     | Grand Prix           | Tor                            | Data            | Czas polski | Czas lokalny |

### Zmiany
- Grand Prix Australii powrócło na pierwsze miejsce w kalendarzu.
- Grand Prix Japonii po 30 latach zostało zorganizowane na torze Fuji International Speedway.
- Grand Prix Belgii powróciło do kalendarza po przeprowadzaniu odpowiednich modyfikacji toru Spa.
- Władze toru Hockenheimring poinformowały, że w sezonie 2007 Grand Prix Niemiec nie odbędzie się na tym obiekcie. W porozumieniu z władzami toru Nürburgring (obecnie Grand Prix Europy) zaproponowały rotację pomiędzy dwoma torami.
- Tor Circuit de Catalunya zadebiutował ze zmienionym przedostatnim zakrętem Europcar i wzbogaconą o szykanę ostatnią prostą, która prowadzi do ostatniego zakrętu toru – New Holland.
- Grand Prix Wielkiej Brytanii odbyło się dużo później niż w sezonie 2006.

## Wyniki

### Najlepsze wyniki w Grand Prix
|    | Pole position   | Pole position    | Najszybsze okrążenie | Najszybsze okrążenie | Zwycięzca       | Zwycięzca        |
| -- | --------------- | ---------------- | -------------------- | -------------------- | --------------- | ---------------- |
| 1  | Kimi Räikkönen  | Ferrari          | Kimi Räikkönen       | Ferrari              | Kimi Räikkönen  | Ferrari          |
| 2  | Felipe Massa    | Ferrari          | Lewis Hamilton       | McLaren-Mercedes     | Fernando Alonso | McLaren-Mercedes |
| 3  | Felipe Massa    | Ferrari          | Felipe Massa         | Ferrari              | Felipe Massa    | Ferrari          |
| 4  | Felipe Massa    | Ferrari          | Felipe Massa         | Ferrari              | Felipe Massa    | Ferrari          |
| 5  | Fernando Alonso | McLaren-Mercedes | Fernando Alonso      | McLaren-Mercedes     | Fernando Alonso | McLaren-Mercedes |
| 6  | Lewis Hamilton  | McLaren-Mercedes | Fernando Alonso      | McLaren-Mercedes     | Lewis Hamilton  | McLaren-Mercedes |
| 7  | Lewis Hamilton  | McLaren-Mercedes | Kimi Räikkönen       | Ferrari              | Lewis Hamilton  | McLaren-Mercedes |
| 8  | Felipe Massa    | Ferrari          | Felipe Massa         | Ferrari              | Kimi Räikkönen  | Ferrari          |
| 9  | Lewis Hamilton  | McLaren-Mercedes | Kimi Räikkönen       | Ferrari              | Kimi Räikkönen  | Ferrari          |
| 10 | Kimi Räikkönen  | Ferrari          | Felipe Massa         | Ferrari              | Fernando Alonso | McLaren-Mercedes |
| 11 | Lewis Hamilton  | McLaren-Mercedes | Kimi Räikkönen       | Ferrari              | Lewis Hamilton  | McLaren-Mercedes |
| 12 | Felipe Massa    | Ferrari          | Kimi Räikkönen       | Ferrari              | Felipe Massa    | Ferrari          |
| 13 | Fernando Alonso | McLaren-Mercedes | Fernando Alonso      | McLaren-Mercedes     | Fernando Alonso | McLaren-Mercedes |
| 14 | Kimi Räikkönen  | Ferrari          | Felipe Massa         | Ferrari              | Kimi Räikkönen  | Ferrari          |
| 15 | Lewis Hamilton  | McLaren-Mercedes | Lewis Hamilton       | McLaren-Mercedes     | Lewis Hamilton  | McLaren-Mercedes |
| 16 | Lewis Hamilton  | McLaren-Mercedes | Felipe Massa         | Ferrari              | Kimi Räikkönen  | Ferrari          |
| 17 | Felipe Massa    | Ferrari          | Kimi Räikkönen       | Ferrari              | Kimi Räikkönen  | Ferrari          |

### Klasyfikacje szczegółowe

#### Kierowcy

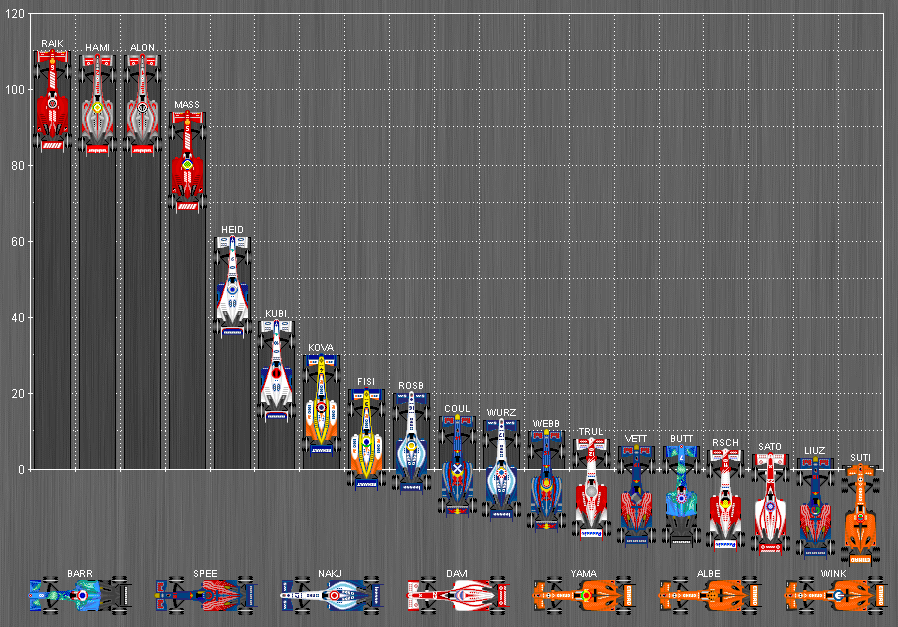
Klasyfikacja kierowców na wykresie

| Legenda oznaczeń w tabelach wyników Wyświetl szablon na nowej stronie | Legenda oznaczeń w tabelach wyników Wyświetl szablon na nowej stronie                                                                     |
| Oznaczenie                                                            | Wyjaśnienie |
| --------------------------------------------------------------------- | --- |
| Złoty                                                                 | Zwycięzca lub mistrzostwo |
| Srebrny                                                               | 2. miejsce lub wicemistrzostwo |
| Brązowy                                                               | 3. miejsce lub II wicemistrzostwo |
| Zielony                                                               | Ukończył, punktował (w klasyfikacji generalnej, gdy zdobył co najmniej jeden punkt na przestrzeni sezonu, poza trzema powyższymi opcjami) |
| Niebieski                                                             | Ukończył, nie punktował (w klasyfikacji generalnej, gdy nie zdobył co najmniej jednego punktu na przestrzeni sezonu)                      |
| Czerwony                                                              | Nie zakwalifikował się (NZ) |
| Czerwony                                                              | Nie prekwalifikował się (NPK) |
| Różowy                                                                | Nie ukończył (NU) |
| Różowy                                                                | Niesklasyfikowany (NS) (w klasyfikacji generalnej, gdy nie został sklasyfikowany w żadnym wyścigu sezonu)                                 |
| Czarny                                                                | Zdyskwalifikowany (DK) |
| Czarny                                                                | Wykluczony (WYK/EX) |
| Biały                                                                 | Nie wystartował (NW) |
| Biały                                                                 | Kontuzjowany (K/INJ) |
| Biały                                                                 | Wyścig odwołany (OD/C) |
| Bez koloru                                                            | Został wycofany (WYC/WD) |
| Bez koloru                                                            | Nie przybył (NP/DNA) |
| Bez koloru                                                            | Nie brał udziału w treningach (NT/DNP) |
| Bez koloru                                                            | Nie został zgłoszony (–) |
| Pogrubienie                                                           | Start z pole position |
| Kursywa                                                               | Najszybsze okrążenie wyścigu |
| †                                                                     | Nie ukończył, ale jego rezultat został zaliczony ze względu na przejechanie więcej niż 90% dystansu wyścigu.                              |
| *                                                                     | Sezon w trakcie |
| 1/2/3                                                                 | Punktowana pozycja w sprincie kwalifikacyjnym                                                                                             |
| Lista systemów punktacji Formuły 1                                    | |

| Poz. | Kierowca             | Konstruktor           | Australia | Malezja | Bahrajn | Hiszpania | Monako | Kanada | Stany Zjednoczone |    | Wielka Brytania | Unia Europejska | Węgry | Turcja | Włochy | Belgia | Japonia |    | Brazylia | Punkty |
| ---- | -------------------- | --------------------- | --------- | ------- | ------- | --------- | ------ | ------ | ----------------- | -- | --------------- | --------------- | ----- | ------ | ------ | ------ | ------- | -- | -------- | ------ |
| 1    | Kimi Räikkönen       | Ferrari               | 1         | 3       | 3       | NU        | 8      | 5      | 4                 | 1  | 1               | NU              | 2     | 2      | 3      | 1      | 3       | 1  | 1        | 110    |
| 2    | Lewis Hamilton       | McLaren               | 3         | 2       | 2       | 2         | 2      | 1      | 1                 | 3  | 3               | 9               | 1     | 5      | 2      | 4      | 1       | NU | 7        | 109    |
| 3    | Fernando Alonso      | McLaren               | 2         | 1       | 5       | 3         | 1      | 7      | 2                 | 7  | 2               | 1               | 4     | 3      | 1      | 3      | NU      | 2  | 3        | 109    |
| 4    | Felipe Massa         | Ferrari               | 6         | 5       | 1       | 1         | 3      | DK     | 3                 | 2  | 5               | 2               | 13    | 1      | NU     | 2      | 6       | 3  | 2        | 94     |
| 5    | Nick Heidfeld        | BMW Sauber            | 4         | 4       | 4       | NU        | 6      | 2      | NU                | 5  | 6               | 6               | 3     | 4      | 4      | 5      | 14†     | 7  | 6        | 61     |
| 6    | Robert Kubica        | BMW Sauber            | NU        | 18      | 6       | 4         | 5      | NU     |                   | 4  | 4               | 7               | 5     | 8      | 5      | 9      | 7       | NU | 5        | 39     |
| 7    | Heikki Kovalainen    | Renault               | 10        | 8       | 9       | 7         | 13†    | 4      | 5                 | 15 | 7               | 8               | 8     | 6      | 7      | 8      | 2       | 9  | NU       | 30     |
| 8    | Giancarlo Fisichella | Renault               | 5         | 6       | 8       | 9         | 4      | DK     | 9                 | 6  | 8               | 10              | 12    | 9      | 12     | NU     | 5       | 11 | NU       | 21     |
| 9    | Nico Rosberg         | Williams              | 7         | NU      | 10      | 6         | 12     | 10     | 16†               | 9  | 12              | NU              | 7     | 7      | 6      | 6      | NU      | 16 | 4        | 20     |
| 10   | David Coulthard      | Red Bull              | NU        | NU      | NU      | 5         | 14     | NU     | NU                | 13 | 11              | 5               | 11    | 10     | NU     | NU     | 4       | 8  | 9        | 14     |
| 11   | Alexander Wurz       | Williams              | NU        | 9       | 11      | NU        | 7      | 3      | 10                | 14 | 13              | 4               | 14    | 11     | 13     | NU     | NU      | 12 |          | 13     |
| 12   | Mark Webber          | Red Bull              | 13        | 10      | NU      | NU        | NU     | 9      | 7                 | 12 | NU              | 3               | 9     | NU     | 9      | 7      | NU      | 10 | NU       | 10     |
| 13   | Jarno Trulli         | Toyota                | 9         | 7       | 7       | NU        | 15     | NU     | 6                 | NU | NU              | 13              | 10    | 16     | 11     | 11     | 13      | 13 | 8        | 8      |
| 14   | Sebastian Vettel     | BMW Sauber/Toro Rosso |           |         |         |           |        |        | 8                 |    |                 |                 | 16    | 19     | 18     | NU     | NU      | 4  | NU       | 6      |
| 15   | Jenson Button        | Honda                 | 15        | 12      | NU      | 12        | 11     | NU     | 12                | 8  | 10              | NU              | NU    | 13     | 8      | NU     | 11†     | 5  | NU       | 6      |
| 16   | Ralf Schumacher      | Toyota                | 8         | 15      | 12      | NU        | 16     | 8      | NU                | 10 | NU              | NU              | 6     | 12     | 15     | 10     | NU      | NU | 11       | 5      |
| 17   | Takuma Satō          | Super Aguri           | 12        | 13      | NU      | 8         | 17     | 6      | NU                | 16 | 14              | NU              | 15    | 18     | 16     | 15     | 15†     | 14 | 12       | 4      |
| 18   | Vitantonio Liuzzi    | Toro Rosso            | 14        | 17      | NU      | NU        | NU     | NU     | 17†               | NU | 16†             | NU              | NU    | 15     | 17     | 12     | 9       | 6  | 13       | 3      |
| 19   | Adrian Sutil         | Spyker                | 17        | NU      | 15      | 13        | NU     | NU     | 14                | 17 | NU              | NU              | 17    | 21†    | 19     | 14     | 8       | NU | NU       | 1      |
| 20   | Rubens Barrichello   | Honda                 | 11        | 11      | 13      | 10        | 10     | 12     | NU                | 11 | 9               | 11              | 18    | 17     | 10     | 13     | 10      | 15 | NU       | 0      |
| 21   | Scott Speed          | Toro Rosso            | NU        | 14      | NU      | NU        | 9      | NU     | 13                | NU | NU              | NU              |       |        |        |        |         |    |          | 0      |
| 22   | Kazuki Nakajima      | Williams              |           |         |         |           |        |        |                   |    |                 |                 |       |        |        |        |         |    | 10       | 0      |
| 23   | Anthony Davidson     | Super Aguri           | 16        | 16      | 16†     | 11        | 18     | 11     | 11                | NU | NU              | 12              | NU    | 14     | 14     | 16     | NU      | NU | 14       | 0      |
| 24   | Sakon Yamamoto       | Spyker                |           |         |         |           |        |        |                   |    |                 |                 | NU    | 20     | 20     | 17     | 12      | 17 | NU       | 0      |
| 25   | Christijan Albers    | Spyker                | NU        | NU      | 14      | 14        | 19†    | NU     | 15                | NU | 15              |                 |       |        |        |        |         |    |          | 0      |
| —    | Markus Winkelhock    | Spyker                |           |         |         |           |        |        |                   |    |                 | NU              |       |        |        |        |         |    |          | 0      |
| Poz. | Kierowca             | Konstruktor           | Australia | Malezja | Bahrajn | Hiszpania | Monako | Kanada | Stany Zjednoczone |    | Wielka Brytania | Unia Europejska | Węgry | Turcja | Włochy | Belgia | Japonia |    | Brazylia | Punkty |

#### Konstruktorzy
| Legenda oznaczeń w tabelach wyników Wyświetl szablon na nowej stronie | Legenda oznaczeń w tabelach wyników Wyświetl szablon na nowej stronie                                                                     |
| Oznaczenie                                                            | Wyjaśnienie |
| --------------------------------------------------------------------- | --- |
| Złoty                                                                 | Zwycięzca lub mistrzostwo |
| Srebrny                                                               | 2. miejsce lub wicemistrzostwo |
| Brązowy                                                               | 3. miejsce lub II wicemistrzostwo |
| Zielony                                                               | Ukończył, punktował (w klasyfikacji generalnej, gdy zdobył co najmniej jeden punkt na przestrzeni sezonu, poza trzema powyższymi opcjami) |
| Niebieski                                                             | Ukończył, nie punktował (w klasyfikacji generalnej, gdy nie zdobył co najmniej jednego punktu na przestrzeni sezonu)                      |
| Czerwony                                                              | Nie zakwalifikował się (NZ) |
| Czerwony                                                              | Nie prekwalifikował się (NPK) |
| Różowy                                                                | Nie ukończył (NU) |
| Różowy                                                                | Niesklasyfikowany (NS) (w klasyfikacji generalnej, gdy nie został sklasyfikowany w żadnym wyścigu sezonu)                                 |
| Czarny                                                                | Zdyskwalifikowany (DK) |
| Czarny                                                                | Wykluczony (WYK/EX) |
| Biały                                                                 | Nie wystartował (NW) |
| Biały                                                                 | Kontuzjowany (K/INJ) |
| Biały                                                                 | Wyścig odwołany (OD/C) |
| Bez koloru                                                            | Został wycofany (WYC/WD) |
| Bez koloru                                                            | Nie przybył (NP/DNA) |
| Bez koloru                                                            | Nie brał udziału w treningach (NT/DNP) |
| Bez koloru                                                            | Nie został zgłoszony (–) |
| Pogrubienie                                                           | Start z pole position |
| Kursywa                                                               | Najszybsze okrążenie wyścigu |
| †                                                                     | Nie ukończył, ale jego rezultat został zaliczony ze względu na przejechanie więcej niż 90% dystansu wyścigu.                              |
| *                                                                     | Sezon w trakcie |
| 1/2/3                                                                 | Punktowana pozycja w sprincie kwalifikacyjnym                                                                                             |
| Lista systemów punktacji Formuły 1                                    | |

| Poz. | Konstruktor        | Nr | Australia | Malezja | Bahrajn | Hiszpania | Monako | Kanada | Stany Zjednoczone |    | Wielka Brytania | Unia Europejska | Węgry | Turcja | Włochy | Belgia | Japonia |    | Brazylia | Punkty   |
| ---- | ------------------ | -- | --------- | ------- | ------- | --------- | ------ | ------ | ----------------- | -- | --------------- | --------------- | ----- | ------ | ------ | ------ | ------- | -- | -------- | -------- |
| 1    | Ferrari            | 5  | 6         | 5       | 1       | 1         | 3      | DK     | 3                 | 2  | 5               | 2               | 13    | 1      | NU     | 2      | 6       | 3  | 2        | 204      |
| 1    | Ferrari            | 6  | 1         | 3       | 3       | NU        | 8      | 5      | 4                 | 1  | 1               | NU              | 2     | 2      | 3      | 1      | 3       | 1  | 1        | 204      |
| 2    | BMW Sauber         | 9  | 4         | 4       | 4       | NU        | 6      | 2      | NU                | 5  | 6               | 6               | 3     | 4      | 4      | 5      | 14†     | 7  | 6        | 101      |
| 2    | BMW Sauber         | 10 | NU        | 18      | 6       | 4         | 5      | NU     | 8                 | 4  | 4               | 7               | 5     | 8      | 5      | 9      | 7       | NU | 5        | 101      |
| 3    | Renault            | 3  | 5         | 6       | 8       | 9         | 4      | DK     | 9                 | 6  | 8               | 10              | 12    | 9      | 12     | NU     | 5       | 11 | NU       | 51       |
| 3    | Renault            | 4  | 10        | 8       | 9       | 7         | 13     | 4      | 5                 | 15 | 7               | 8               | 8     | 6      | 7      | 8      | 2       | 9  | NU       | 51       |
| 4    | Williams-Toyota    | 16 | 7         | NU      | 10      | 6         | 12     | 10     | NU                | 9  | 12              | NU              | 7     | 7      | 6      | 6      | NU      | 16 | 4        | 33       |
| 4    | Williams-Toyota    | 17 | NU        | 9       | 11      | NU        | 7      | 3      | 10                | 14 | 13              | 4               | 14    | 11     | 13     | NU     | NU      | 12 | 10       | 33       |
| 5    | Red Bull-Renault   | 14 | NU        | NU      | NU      | 5         | 14     | NU     | NU                | 13 | 11              | 5               | 11    | 10     | NU     | NU     | 4       | 8  | 9        | 24       |
| 5    | Red Bull-Renault   | 15 | 13        | 10      | NU      | NU        | NU     | 9      | 7                 | 12 | NU              | 3               | 9     | NU     | 9      | 7      | NU      | 10 | NU       | 24       |
| 6    | Toyota             | 11 | 8         | 15      | 12      | NU        | 16     | 8      | NU                | 10 | NU              | NU              | 6     | 12     | 15     | 10     | NU      | NU | 11       | 13       |
| 6    | Toyota             | 12 | 9         | 7       | 7       | NU        | 15     | NU     | 6                 | NU | NU              | 13              | 10    | 16     | 11     | 11     | 13      | 13 | 8        | 13       |
| 7    | Toro Rosso-Ferrari | 18 | 14        | 17      | NU      | NU        | NU     | NU     | 17†               | NU | 16†             | NU              | NU    | 15     | 17     | 12     | 9       | 6  | 13       | 8        |
| 7    | Toro Rosso-Ferrari | 19 | NU        | 14      | NU      | NU        | 9      | NU     | 13                | NU | NU              | NU              | 16    | 19     | 18     | NU     | NU      | 4  | NU       | 8        |
| 8    | Honda              | 7  | 15        | 12      | NU      | 12        | 11     | NU     | 12                | 8  | 10              | NU              | NU    | 13     | 8      | NU     | 11      | 5  | NU       | 6        |
| 8    | Honda              | 8  | 11        | 11      | 13      | 10        | 10     | 12     | NU                | 11 | 9               | 11              | 18    | 17     | 10     | 13     | 10      | 15 | NU       | 6        |
| 9    | Super Aguri-Honda  | 22 | 12        | 13      | NU      | 8         | 17     | 6      | NU                | 16 | 14              | NU              | 15    | 18     | 16     | 15     | 15      | 14 | 12       | 4        |
| 9    | Super Aguri-Honda  | 23 | 16        | 16      | 16      | 11        | 18     | 11     | 11                | NU | NU              | 12              | NU    | 14     | 14     | 16     | NU      | NU | 14       | 4        |
| 10   | Spyker-Ferrari     | 20 | 17        | NU      | 15      | 13        | NU     | NU     | 15                | 17 | NU              | NU              | 17    | 21     | 19     | 14     | 8       | NU | NU       | 1        |
| 10   | Spyker-Ferrari     | 21 | NU        | NU      | 14      | 14        | 19     | NU     | 14                | NU | 15              | NU              | NU    | 20     | 20     | 17     | 12      | 17 | NU       | 1        |
| DK   | McLaren-Mercedes   | 1  | 2         | 1       | 5       | 3         | 1      | 7      | 2                 | 7  | 2               | 1               | 4     | 3      | 1      | 3      | NU      | 2  | 3        | DK (218) |
| DK   | McLaren-Mercedes   | 2  | 3         | 2       | 2       | 2         | 2      | 1      | 1                 | 3  | 3               | 9               | 1     | 5      | 2      | 4      | 1       | NU | 7        | DK (218) |
| Poz. | Konstruktor        | Nr | Australia | Malezja | Bahrajn | Hiszpania | Monako | Kanada | Stany Zjednoczone |    | Wielka Brytania | Unia Europejska | Węgry | Turcja | Włochy | Belgia | Japonia |    | Brazylia | Punkty   |

## Regulamin w roku 2007
- Treningi
  - W każdej sesji treningowej zespoły mogą wystawić dwa bolidy, które mogą być prowadzone przez głównych kierowców lub kierowcę testowego nominowanego na dany wyścig.
  - Dwie pierwsze sesje treningowe odbywające się w pierwszy dzień Grand Prix zostały wydłużone z 60 do 90 minut
- Opony
  - Wybrany dostawca opon musi dostarczyć wszystkim zespołom identyczną liczbę i specyfikację opon w trakcie całego sezonu.
  - Podczas każdego Grand Prix zespoły będą miały dostęp do dwóch specyfikacji opon.
  - Każdy kierowca będzie miał do swojej dyspozycji 14 zestawów opon na suchą nawierzchnię. Maksymalnie 4 zestawy mogą zostać użyte podczas pierwszego dnia weekendu.
- Silnik
  - Do dwu wyścigowego cyklu życia silnika będzie zaliczana od tej pory tylko sobota (sesja treningowa i kwalifikacje) i niedziela (wyścig). W pierwszych treningach zespoły będą mogły używać nowych jednostek.
  - W sezonach 2007−2010 będą obowiązywały silniki w specyfikacji z dwóch ostatnich wyścigów sezonu 2006. Wymagana będzie homologacja FIA.
- Samochód bezpieczeństwa
  - W przypadku wyjazdu na tor samochodu bezpieczeństwa żaden samochód nie będzie mógł zjechać do boksów. Będzie to dopiero możliwe gdy wszystkie samochody ustawią się tuż za nim.
  - Każdy zdublowany kierowca rozdzielający innych kierowców i znajdujący się za samochodem bezpieczeństwa ma obowiązek ich wyprzedzenia (łącznie z samochodem bezpieczeństwa), przejechania całego okrążenia i ustawienia się na końcu stawki.
- Stewardzi
  - Możliwe przyznawanie kar w postaci obniżenia pozycji startowej
- Bezpieczeństwo
  - System ostrzegania oparty na GPS polegający na zapaleniu się w samochodzie odpowiednich kontrolek odpowiadających flagom pokazywanym przez porządkowych.
- Wyłącznym dostawcą opon zostanie firma Bridgestone.